# ヴァイオリン協奏曲 RV 317
ヴァイオリン協奏曲ト短調 RV 317は、アントニオ・ヴィヴァルディが1729年に作曲したヴァイオリン協奏曲の一つ。また、『6つの協奏曲』作品12の第1番。スズキ・メソードのヴァイオリン教本に掲載されている。

## 特徴
この曲はヴィヴァルディの協奏曲の中では稀なタイプの曲である。特に1楽章にその傾向が見られる。具体的に述べると、
- 第1楽章が2/4拍子であること。
- 第1楽章がリトルネロ形式ではないこと。
- ヴィヴァルディの協奏曲の第1楽章といった感じがなく、テンポや強弱によっては緩徐楽章と見受けられるシーンがあること

等である。

## 楽曲構成

### 第1楽章
Allegro. 2/4拍子のト短調。5つのトゥッティ（2つの動機からなる）と4つのソロよりなる。第2、第3トゥッティは提示されたトゥッティとはまったく異なり、リトルネロとは呼べない。第4トゥッティで提示されたトゥッティの第1動機を、最後のトゥッティで第2動機を演奏する。ヴィヴァルディの協奏曲にほとんど見られない稀なケースである。

### 第2楽章
Largo. 3/4拍子のト短調。最初に17小節のトゥッティがある。2つのトゥッティの間にソロを挟む、ヴィヴァルディの協奏曲の第2楽章によく見られるケースである。最後の7小節のトゥッティは、冒頭部のトゥッティが凝縮されているものである。

### 第3楽章
Allegro. 3/8拍子のト短調。5つのトゥッティ（2つの動機からなる）と4つのソロよりなる。第1楽章とは異なり、リトルネロ形式である。一方ソロはとても華やかである。ヴィヴァルディの典型的な第3楽章である。

## 知名度や難易度
この曲は、各教則本で紹介されているため、ヴァイオリン学習者にはなじみ深い曲である。特に難しい技巧はないが、第3楽章の最後のソロでは、移弦の技術が要求される。